# 唐菖蒲伯克氏菌
唐菖蒲伯克氏菌（學名：Burkholderia gladioli）又称唐菖蒲伯克霍爾德菌，是一種需氧革蘭氏陰性桿菌。其主要為植物病原菌，但可以與植物和真菌共生，亦可能對人類造成伺機性感染，存在於土壤、水、根際及多種動物體內。這種細菌可合成唐菖蒲素、邦克列酸、毒黄菌素等數種抑制物質或毒素，这些分子可能与其生长环境中的其他微生物发生拮抗作用。唐菖蒲伯克氏菌中一種生長在椰子果肉上的致病型，会產生呼吸毒素——邦克列酸，食用後會抑制粒線體中電子傳遞鏈的ATP-ADP exchange ，終止細胞獲得能量的過程，可能導致人類致命中毒。

## 命名
唐菖蒲伯克氏菌有許多舊稱或異名，如：椰毒假單胞菌（Pseudomonas cocovenenans）、劃界假單胞菌（Pseudomonas marginata）、椰毒伯克霍爾德菌（Burkholderia cocovenerans）等。伯克氏菌屬細菌原歸屬於假單胞菌屬，後來因rRNA序列的研究發現其差異，與其他六個屬一起自假單胞菌屬分拆，獨立归类為伯克霍尔德菌属。在伯克氏菌屬中，唐菖蒲伯克氏菌與洋蔥伯克氏菌群（包含十種物種，皆為植物病原菌）關係最接近，也常與該菌群的種類混淆。唐菖蒲伯克氏菌有多種致病型，如 B. g. pv. gladioli、B. g. pv. alliicola、B. g. pv. agaricicola、B. g. pv. cocovenerans 等。其中 gladioli 導致唐菖蒲腐爛、allicola 導致洋蔥鱗莖腐爛、agaricicola 導致蘑菇軟腐病、cocovenerans 则使椰子果肉变质。

## 鑑定
伯克氏菌為可移動的革蘭氏陰性菌，屬於好氧的桿菌，過氧化氫酶檢測與脲酶檢測結果均為陽性，不形成內孢子，它們可在馬康基氏瓊脂上生長，但不能發酵乳糖。唐菖蒲伯克氏菌與其他種伯克氏菌的區別是其氧化酶測試結果陰性、吲哚測試結果為陰性、棕色環試驗結果為陰性、賴氨酸脫羧酶測試結果則為陰性。PCR可用於在分子層次上鑑別不同的伯克氏菌屬物種，一般以16S或23SrDNA的序列差異區分物種。

## 病理學

### 植物
唐菖蒲伯克氏菌是洋蔥、唐菖蒲、鳶尾中的植物病原菌，可引起唐菖蒲的球莖與葉浸水腐爛，並出現邊緣帶黃色的棕色病斑，病斑一段時間後會脫落，造成孔洞，另外本種菌感染還可造成葉鞘（leaf sheath）褐變，以及根、莖和花瓣等部位也可能枯萎腐爛，最終全株皆可能凋萎。

### 人類
對人類而言，唐菖蒲伯克氏菌是機會致病菌，常發生於醫院內感染。少數情況下這種菌可感染囊性纖維化患者，造成嚴重的肺部感染。唐菖蒲伯克氏菌也可以感染肉芽腫患者的呼吸道。在肺移植過程中，這種細菌的感染可能導致菌血症與嚴重的傷口感染，最終可能致命；但其主要致病機理為污染食物後代謝出劇毒的邦克列酸，可抑制呼吸作用中，電子傳遞鏈最終階段的ATP-ADP exchange ，終止細胞獲得能量，進而損傷肝腎功能，造成嚴重食物中毒。在2015年莫桑比克啤酒中毒事件中，死者飲用的自釀啤酒便是由被這種細菌污染的玉米粉釀成。